# Estació d'Elna
L'estació d'Elna (en francès Gare d'Elne) és una estació ferroviària, situada a la comuna d'Elna, de la comarca del Rosselló de la Catalunya del Nord, i al departament francès dels Pirineus Orientals, a Occitània.
Es troba a la línia de Narbona a Portbou i s'hi aturen trens regionals de TER d'Occitània i trens de nit de llarga distància.
És una estació de la Societat Nacional dels Ferrocarrils Francesos (SNCF) i fou posada en servei el 1866, per la Companyia de ferrocarril de Midi. Establerta a 22 metres d'altitud, a l'extrem de ponent del nucli urbà d'Elna, la parada està situada al punt quilomètric (PK) 481.198, entre les estacions de Perpinyà i d'Argelers. En direcció a Argelers s'intercala el pont ferroviari sobre el Tec.
L'estació té un edifici de passatgers, obert de dilluns a divendres, tancat els dissabtes i diumenges, on hi han les guixetes. Està equipat amb màquines automàtiques per a la compra de bitllets.

## Història
L'estació d'Elna fou posada en servei el 21 de març de 1866 per la companyia de ferrocarril de Midi, obrint d'aquesta manera el tram entre Perpinyà i Cotlliure. La construcció de la línia i l'estació van ser finançada i realitzada per l'Estat francès, degut a la importància més estratègica que econòmica d'aquesta extensió.
El 1880 va esdevindre estació d'unió amb la nova línia d'Elna a Arles. Per aquesta raó, l'estació es va ampliar el 1983 i es va enllestir la connexió entre les línies de Narbona i la d'Arles.
El 1940 es clausurà el trànsit de passatgers de la línia d'Arles, que quedà només per ús de mercaderies.
El 1982 s'hi instal·là catenària per l'electrificació de la línia.
El 2014, segons les estimacions de la SNCF, la freqüència anual de l'estació era de 68.738 passatgers. El 2018 aquesta xifra va baixar fins a 64.944 viatgers.

## Serveis ferroviaris
| Procedència/Destinació        | <        | Línia           | >        | Procedència/Destinació        |
| ----------------------------- | -------- | --------------- | -------- | ----------------------------- |
| TER d'Occitània               |          |                 |          |                               |
| Cervera de la Marenda Portbou | Argelers |                 | Perpinyà | Perpinyà Narbona Nimes Avinyó |
| Cervera de la Marenda Portbou | Argelers | Tolosa-Matabiau | Perpinyà |                               |
| Tren de nit                   |          |                 |          |                               |
| Cervera de la Marenda Portbou | Argelers | Intercité       | Perpinyà | París-Austerlitz              |

## Galeria d'imatges

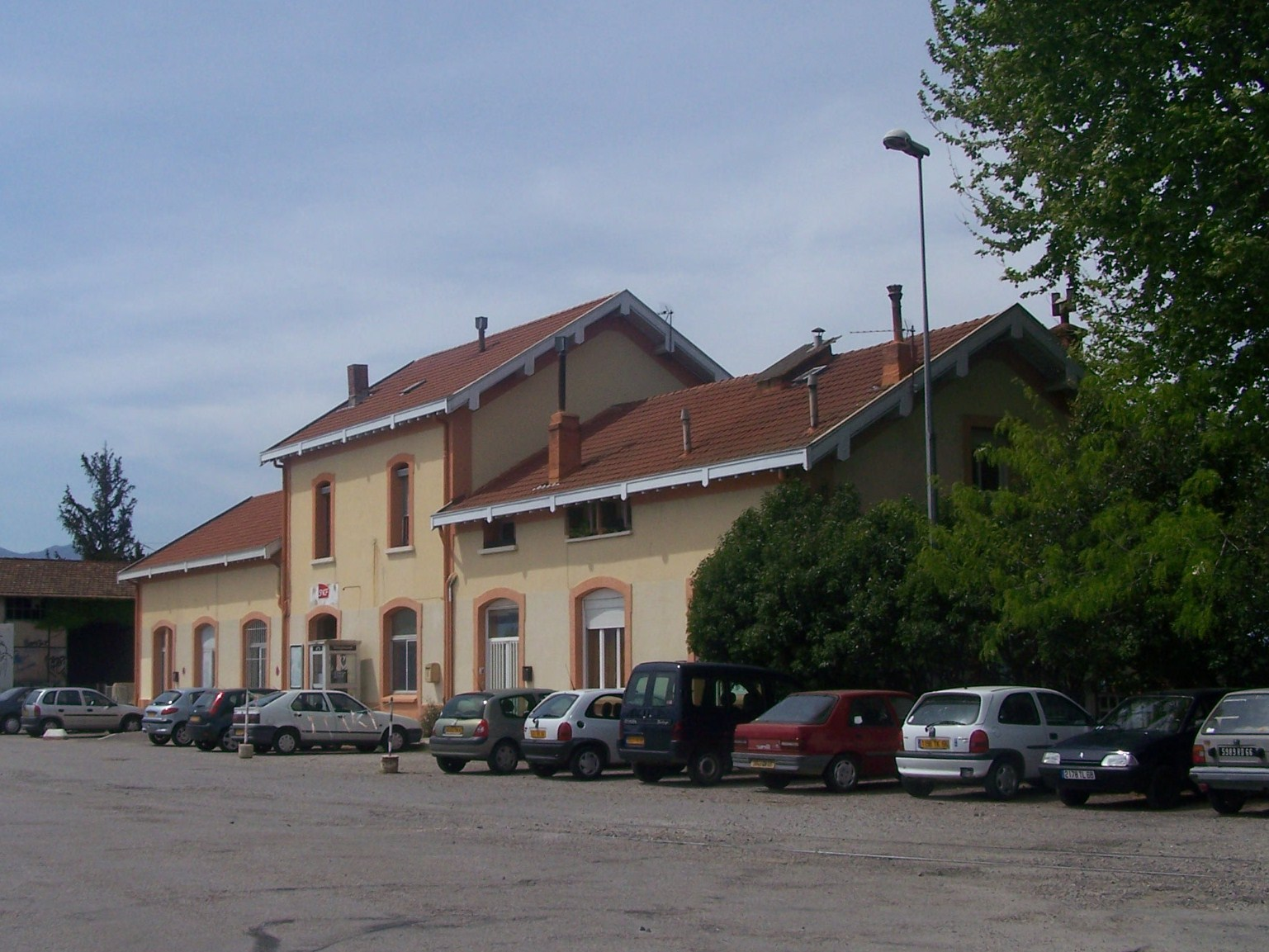
L'edifici de l'estació
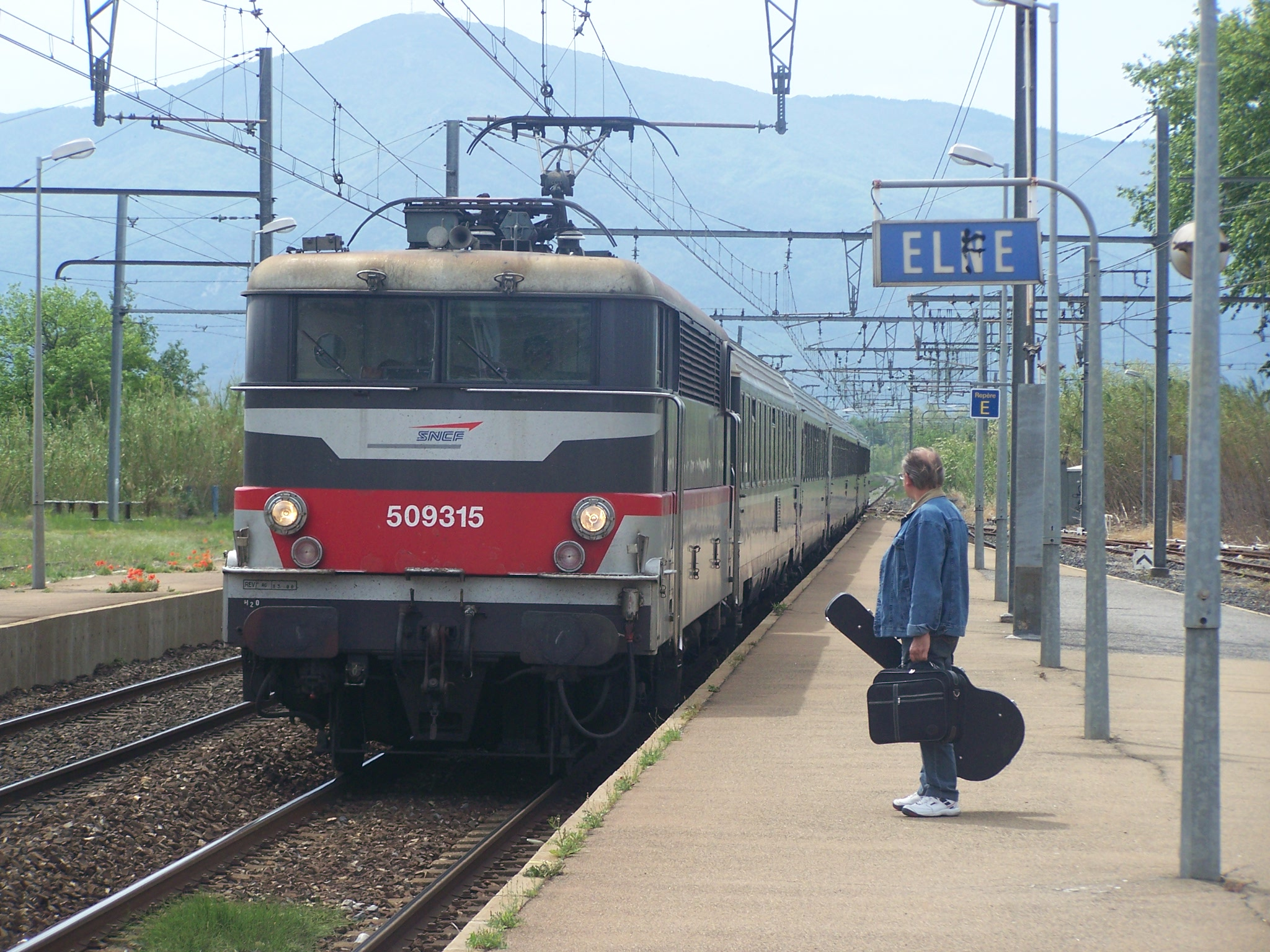
Tren regional TER, procedent de Cervera de la Marenda i direcció Narbona.
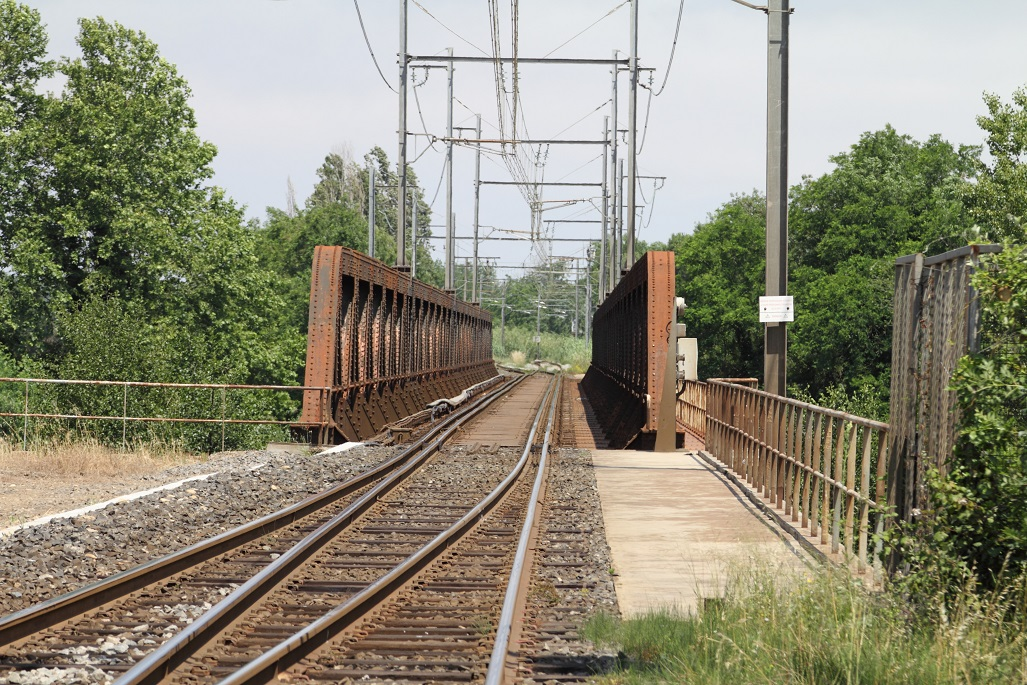
Vora l'estació es troba el viaducte del Tec, on s'entrellaçen les vies .